# Исаврија
Исаврија (грч. Ἰσαυρία) — назив у античкој географији тешко доступне изоловане области јужне Мале Азије, чије границе су се значајно мијењале током историје, но, у основном, обухвата већи дио савремене турске области Коније и планински вијенац Средишњи Тавор.

## Име
Назив области потиче од ратоборног племена Исавријанаца и њихових насеља Стара Исавра (грч. Ίσαυρα Παλαιά}}) и Нова Исавра (грч. Ίσαυρα Νέα).
У вријеме римске окупације они нијесу били потпуно покорени и вршили су разбојничке нападе на сусједне области.

## Историја
Када је у IV вијеку прије н. е. Пердика, македонски регент послије смрти Александра Великог, опсјео добро утврђену пријестницу Исаврију, њени житељи су одлучили да спале град.

### Римска владавина
Када су се почетком I вијека прије н. е. Римљани први пут срели с Исавријанцима, они су Киликију Трахеју сматрали за дио Исаврије, коју су, према томе, продужили до Средоземног мора, и то проширено поимање одржавало се током наредна два стољећа. Цијели слив ријеке Каликадн сматран је исавријским, а градови у њеном јужном току образовли су такозвани Исавријски Декаполис.
У периоду 76—75. године прије н. е. дио Исаврије је потпао под римску власт. У ратовима киликијских пирата против Рима Исавријанци су узели толико бројно учешће, да је проконзул Публије Сервилије, сматрaјући нужним гоњење Исавријанаца до њихових утврђених градова и потчињавање свег народа, због тога добио надимак Исаврик.
Почетком I вијека н. е. Исаврија је постала удијелом власти краља Галатије Аминтe, при којој су, вјероватно, Исавријанци сачували своје ратничке навике и извјесну независност. У покушају да умири Исавријанце Аминта је погинуо. Неспособни да заштите сусједне области од напада, Римљани су били принуђени да окруже Исаврију низом утврђења, што, ипак, није довело до значајнијег побољшања.
Негдје у III вијеку Исавријанци и Киликијци су се објединили у један народ. Под општим именом Исавријанци они су и на даље вршили нападе на путнике, трговце и караване и пљачкали напредне градове. Предводио их је Требелијан, самопроглашени римски цар (260-268), који је у тврдоме граду Исаврији устројио двор и почео да кује сопствени новац. Мада је Требелијан био убијен, Исавријанци нијесу били укроћени. Некакве успјехе био је постигао римски цар Проб.
Почетком IV вијека, током Диоклецијанове административне реформе, Киликија и Писидија су биле издвојене из Исаврије, која је у надокнаду добила источни дио Памфилије. Концем тог вијека опис Исавријанаца дао је Амијан Маркелин.

### Византијски период
У периоду од V до VIII вијека Исавријанци су неколико пута заузимали византијски пријесто. Први пут, послије смрти Лава I Макеле, 474. године, царем су прогласили његовог шестогодишњег унука Лава. Дијете-цар је умрло исте те године, успијевши именовати за савладара свога оца Флавија Зенона, Исавријанца поријеклом. Послије зацарења Зенона дивљи Исавријанци су у пријестоници задобили силан утицај, заузимајући најбоља мјеста и одговорне дужности. Увидјевши да је међу саплеменицима било људи који су против њега подигли побуну, Зенон је одлучно наступио против устаника и угушио метеж у планинској Исаврији, гдје је наредио да се развали већи дио утврђења. Исавријски утицај у пријестоници трајао је до смрти Зенонове.
Удова Зенона, Аријадна, дала је своју руку престареломе Анастасију, који је заузимао прилично скромну придворску дужност силентиариоса. Један од првих проблема, са којим се суочио нови цар био је преовлађујући утицај Исавријанаца, метежног становништва пријестонице. Када су се послије смрти Зенона међу Исавријанцима појавиле сплетке против новога цара, Анастасије их је хитро изагнао из пријестонице, одузевши им сву имовину и лишивши их дужности (положаја). Затим је у упорном шестогодишњем рату коначно умирио саму Исаврију. Многи Исавријанци били су пресељени у Тракију.
У периоду 695—698. године царством је управљао Леонтије, византијски стратег исавријског поријекла, а од 717. до 802. године такозвана Исавријска династија, у чије се исавријске коријене, ипак, сумња.

### Савремена истраживања
У датој области налазе се развалине градова и њихових утврђења, од којих су најбоље видљиве руине Старе Исаврије. Од Нове Исаврије скоро да ништа није остало. Амерички археолог Џон Роберт Ситлингтон Стерет вршио је истраживања, мада она нису била исцрпна. Положај насеља открио је 1901. године Шкотланђанин Вилијам Мичел Ремси. Ремси је открио више од 50 натписа и велики број гробова, који се односе на период од III до V вијека.

## Знаменити Исавријанци
Свети мученик Онисије Исавријски, пострадао у II вијеку. Православна црква га прославља 5. марата (по јулијанском календару).
Свети мученик Конон Исавријски, рођен у селу Биданијe, удаљеном 18 стадија од града Исаврије. Живио и пострадао у II стољећу. Православна црква га прославља 5. марта (по јулијанском календару).
Преподобни Григорије Декаполит, рођен у Декапољу Исавријском, скончао мирно у Цариграду, у IX стољећу. Православна црква га прославља 20. новембра (по јулијанском календару).